# تاتسویا ایشیهارا
تاتسویا ایشیهارا (انگلیسی: Tatsuya Ishihara؛ زادهٔ ۳۱ ژوئیهٔ ۱۹۶۶) کارگردان تلویزیونی، کارگردان فیلم، و پویانما اهل ژاپن است. وی از سال ۱۹۸۷ میلادی تاکنون مشغول فعالیت بوده‌است.